# Фиктивный капитал
Фиктивный капитал (от лат. fictio — вымысел) — концепция марксистской политэкономии; капитал, который, в отличие от реального капитала, представляет собой не стоимость, а лишь право на получение дохода. Существует параллельно с реальным капиталом.
В мейнстримной (общепринятой) экономической теории фиктивным капиталом именуют чистую приведённую стоимость будущих движений денежных средств.
К фиктивному капиталу в марксизме относятся как земля, приносящая доход в виде ренты, так и банковский вексель, банкноты, не обеспеченные золотом, облигации государственных займов и акции. Реальный капитал функционирует в процессе производства, а ценные бумаги, начав самостоятельное движение на фондовой бирже в качестве фиктивного капитала, часто отклоняются от его реальной величины. Банковский капитал в значительной мере является фиктивным. Фиктивный капитал увеличивается значительно быстрее, чем реальный.
Фиктивный капитал характеризуется следующими признаками:
- он представляет собой притязание на часть прибавочной стоимости в форме регулярного денежного дохода (процента),
- это притязание является предметом купли-продажи, является особым товаром,
- цена этого особого товара есть не что иное, как капитализация приносимого им дохода,
- при устойчивости последнего цена фиктивного капитала регулируется нормой процента.